# KRS-One (album)
KRS-ONE – drugi solowy album rapera KRS-One.

## Lista utworów
| #  | Tytuł                                   | Autor                | Producent              | Wykonawca              |
| -- | --------------------------------------- | -------------------- | ---------------------- | ---------------------- |
| 1  | "Rappaz R. N. Dainja"(singel)           | L. Parker            | DJ Premier             | KRS-One                |
| 2  | "De Automatic"                          | L. Parker            | Big French Productions | Fat Joe, KRS-One       |
| 3  | "MC's Act Like They Don't Know"(singel) | L. Parker            | DJ Premier             | KRS-One                |
| 4  | "Ah-Yeah"                               | L. Parker            | KRS-One                | KRS-One                |
| 5  | "R.E.A.L.I.T.Y."                        | L. Parker            | Norty Cotto            | Dexter Thibou, KRS-One |
| 6  | "Free Mumia"                            | L. Parker, W. Broady | KRS-One                | Channel Live, KRS-One  |
| 7  | "Hold"                                  | L. Parker            | KRS-One                | KRS-One                |
| 8  | "Wannabemceez"                          | L. Parker            | DJ Premier             | KRS-One, Mad Lion      |
| 9  | "Represent the Real Hip Hop"            | L. Parker            | Showbiz                | Das Efx, KRS-One       |
| 10 | "The Truth"                             | L. Parker, D. Love   | KRS-One                | KRS-One, Rich Nice     |
| 11 | "Build Ya Skillz"                       | L. Parker            | Diamond D              | Busta Rhymes, KRS-One  |
| 12 | "Out for Fame"                          | L. Parker            | KRS-One                | KRS-One                |
| 13 | "Squash All Beef"                       | L. Parker            | Diamond D              | KRS-One                |
| 14 | "Health, Wealth, Self"                  | L. Parker            | KRS-One                | KRS-One                |